# 耶斯珀·德容
耶斯珀·德容（荷蘭語：Jesper de Jong，2000年5月31日—），荷兰男子网球运动员。
德容在ATP挑战巡回赛有1个单打和5个双打冠军。在ITF男子世界网球巡回赛有4个单打和6个双打冠军。

## 职业生涯
2021年3月，他在2021年圣彼得堡挑战赛2上与同胞塞姆·费尔贝克合作，赢得了自己的首个挑战赛冠军。在同年的阿拉木图挑战赛上，他与维塔利·萨奇科一起赢得了个人第三个双打冠军。一周后，德容在2021年阿拉木图挑战赛2中赢得了他的首个挑战赛单打冠军。
在2022年鹿特丹网球公开赛上，他与塞姆·费尔贝克搭档获得了双打资格，这是他首次参加ATP双打正赛。在2022年罗斯马伦草地网球锦标赛上他首次亮相巡回赛单打正赛。2024年他通过资格赛获得了2024年澳大利亚网球公开赛的参赛资格，这是他首次参加大满贯赛事。

## 大满贯表现
指引：
| W | F | SF | QF | #R | RR | LQ (Q#) | A | P | Z# | PO | SF-B | F-S | G | NMS | NH | NQ |

W：冠軍；F：亞軍；SF：四強；QF：八強；#R：前四輪；RR：小組賽；LQ：止步資格賽；A：缺席；P：比赛延期；Z#：戴维斯杯/联合会杯组别赛（#表示级别）；PO：參與戴維斯盃/联合会杯附加赛；SF-B：奧運會銅牌；F-S：奧運會銀牌；G：奧運會金牌；NMS：非ATP1000大師賽系列；NH：該賽事本年度未舉行；NQ：未入圍。

### 单打
| 网球大满贯         |     |     |       |     |   |
| 澳大利亚网球公开赛 | Q3  | A   | 0 / 0 | 0–0 | – |
| 法国网球公开赛     | A   | Q3  | 0 / 0 | 0–0 | – |
| 温布尔登网球锦标赛 | Q1  | Q2  | 0 / 0 | 0–0 | – |
| 美国网球公开赛     | Q3  | Q2  | 0 / 0 | 0–0 | – |
| 胜-负              | 0-0 | 0–0 | 0 / 0 | 0–0 | – |

## 备注
1. 1 2  仅统计ATP巡回赛, 网球大满贯正赛和戴维斯杯、拉沃尔杯和奥运会